# John Kerin
John Charles Kerin (né le 21 novembre 1937 à Bowral (Nouvelle-Galles du Sud) et mort le 29 mars 2023) est un économiste australien qui fut membre et ministre du Parti travailliste australien.

## Biographie
John Kerin travaille d'abord au service australien de l'agriculture et des ressources économiques (ABARE en anglais) avant d'être élu au Parlement fédéral au siège de Macarthur en 1972. Il perd son siège en 1975 et revient à l'ABARE, avant d'être réélu au siège de Werriwa en 1978, après la démission de Gough Whitlam.
Il est d'abord ministre des Industries primaires (1983-1991), ministre de l'Énergie (1987-1991), ministre du Transport et des Communications (1991), ministre du Commerce et du Développement outre-mer (1992-1993) et ministre des Finances (1991) dans le gouvernement travailliste de Bob Hawke.
Après avoir quitté la politique en 1994, John Kerin occupe des fonctions importantes dans la « Corporation de la viande et du bétail australiens », ainsi que dans d'autres organismes.